# Gelanes belokobylskii
Gelanes belokobylskii là một loài tò vò trong họ Ichneumonidae.